# Normenhierarchie
Die Normenhierarchie oder Normenpyramide beschreibt in der Rechtswissenschaft das Über- und Unterordnungsverhältnis der Rechtsnormen. Nach der Kollisionsregel Lex superior derogat legi inferiori hat eine in der Normenhierarchie höher stehende Norm Geltungsvorrang vor einer niedriger stehenden Norm. Die Vorstellung einer Normenhierarchie fußt auf der Theorie vom Stufenbau der Rechtsordnung, die auf Hans Kelsen zurückgeht. Sie trägt zur Lösung des rechtswissenschaftlichen Problems der Normenkollision bei.

## Einzelne Rechtsordnungen
- Deutschland: Normenhierarchie (Deutschland)
- Österreich: Normenhierarchie (Österreich)
- Schweiz: Normenhierarchie (Schweiz)
- Weltweit: Normenhierarchie (Völkerrecht)